# Черазо
Черазо (итал. Ceraso) — коммуна в Италии, располагается в регионе Кампания, в провинции Салерно.
Население составляет 2494 человека, плотность населения составляет 55 чел./км². Занимает площадь 45 км². Почтовый индекс — 84052. Телефонный код — 0974.
Покровителем коммуны почитается святитель Николай, Мирликийский Чудотворец. Праздник ежегодно празднуется 6 декабря.